# 豊中市役所

市章

豊中市役所（とよなかしやくしょ）は、日本の地方公共団体である豊中市の執行機関としての事務を行う施設（役所）である。

## 市役所庁舎
- 第一庁舎
  - 竣工：1962年5月2日[1]
  - 構造：地下1階、地上6階建て
- 第二庁舎
  - 竣工：1992年11月
  - 構造：地下1階、地上5階建て
- 北別館
  - 構造：地上5階建て

## 所在地・アクセス
市役所
- 〒561-8501 豊中市中桜塚3-1-1
  - 阪急宝塚本線 岡町駅下車徒歩約5分
  - 国道176号線沿い（桜塚交差点南へすぐ）

庄内出張所
- 〒561-0833 豊中市庄内幸町5-8-1
  - 阪急宝塚本線 庄内駅下車徒歩約10分

新千里出張所
- 〒560-0082 豊中市新千里東町1-2-2 
  - 北大阪急行・大阪モノレール 千里中央駅下車すぐ

## 業務時間
- 平日（月曜日 - 金曜日） 9時00分 - 17時15分

※本館、各出張所とも